# Szyndzielnik
Szyndzielnik (niem. Schindel Grabe) – potok górski, prawy dopływ Białej Lądeckiej. 

## Opis
Szyndzielnik ma swoje źródła w niewielkiej dolince leżącej pomiędzy Smrecznikiem na południu a Klonowcem na północy, a podchodzącej pod graniczmy grzbiet Gór Złotych, na wysokości ok. 1020 m n.p.m. Potok płynie prawie prostoliniowo ku WNW i wpada do Białej Lądeckiej na wysokości ok. 865 m n.p.m.u zachodniego podnóża wzniesienia Klonowiec.

## Budowa geologiczna
Potok płynie przez obszar zbudowany ze skał metamorficznych – łupków łyszczykowych oraz przeławicających się gnejsach i amfibolitach.

## Ochrona przyrody
Potok płynie przez Śnieżnicki Park Krajobrazowy.

## Turystyka
W rejonie, gdzie płynie Szyndzielnik nie ma żadnych szlaków turystycznych.